# لوریس بنیتو
لوریس بنیتو (انگلیسی: Loris Benito؛ زادهٔ ۷ ژانویهٔ ۱۹۹۲) بازیکن فوتبال اهل سوئیس است.
از باشگاه‌هایی که در آن بازی کرده‌است می‌توان به باشگاه فوتبال زوریخ، باشگاه فوتبال بنفیکا، و باشگاه ورزشی یانگ بویز برن اشاره کرد.
وی همچنین در تیم‌های ملی فوتبالزیر ۲۱ سال سوئیس، و سوئیس بازی کرده‌است.